# برج سی‌ای‌اس
برج سی ای اس، آسمانخراشی در شهر منچستر می‌باشد که در خیابان میلر واقع شده است، این برج تعداد زیادی صفحه فوتو ولتاییک را در بدنه خود دارد که مقداری از انرژی ساختمان را تهیه می‌کند.
کار ساخت برج سی ای اس در سال ۱۹۵۸ شروع شد و در سال ۱۹۶۲ نیز به اتمام رسید، این ساختمان قبل از ساخت برج بیتام بلندترین ساختمان منچستر بود،
این برج که یک برج اداری است از سیستم بازیافت اب باران نیز برخوردار است،